# David Bates (Historiker)

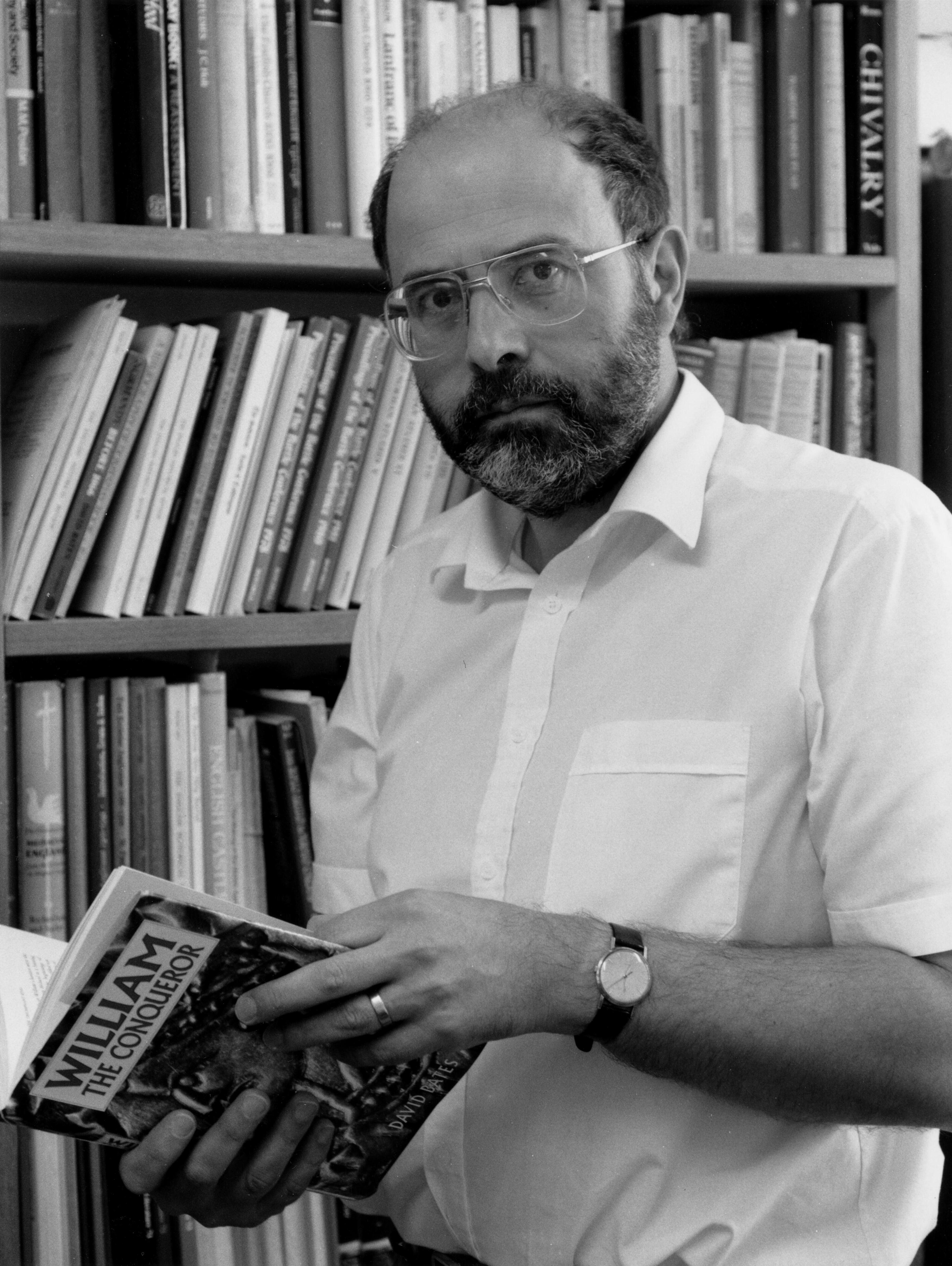
Dr David Bates

David Richard Bates (* 30. April 1945 in Coventry, Vereinigtes Königreich) ist ein britischer Professor, Historiker und Schriftsteller.

## Werdegang
David Richard Bates, Sohn von Jack Bates und seiner Ehefrau Violet Anne, wurde 1945 während des Zweiten Weltkrieges kurz vor dem Kriegsende in Europa in der englischen Grafschaft Warwickshire geboren. Er besuchte die King Edward VI Grammar School, Nuneaton. Seinen Bachelor of Arts machte er 1966 und seinen Ph.D. 1970 jeweils an der University of Exeter.
Von 1969 bis 1971 arbeitete er als wissenschaftlicher Mitarbeiter am Imperial War Museum in London. Im Anschluss war er von 1971 bis 1994 als Professor an der Cardiff University tätig und von 1994 bis 2003 Professor für die Geschichte des Mittelalters an der University of Glasgow. 1999 hatte er eine Gastprofessur an der École nationale des chartes in Paris. Bates war von 2002 bis 2003 Visiting Fellow am Trinity College in Cambridge. Danach trat er eine Anstellung als Direktor des Institute of Historical Research an der University of London an – ein Posten, welchen er von 2003 bis 2008 innehatte. 2003 war er Gastprofessor an der École pratique des hautes études (EPHE) in Paris. Bates hatte einen Lehrstuhl für Geschichte des Mittelalters an der University of East Anglia. Er war auch an der Universität Caen tätig, wo ihm im Jahr 2000 ein Ehrendoktor verliehen wurde. Im Jahr 2000 wurde er Fellow am Institute of Contemporary Scotland. Seit 2009 ist er Mitglied der Academia Europaea.
Am 4. September 1971 heiratete er Helen Mary Fryer. Das Paar hat zwei Kinder: Jonathan Edward und Rachel Emily.
Bates verfasste im Laufe seines Lebens zahlreiche Bücher und Artikel.
Er ist Mitglied der Society of Antiquaries of London (SAL) und der Royal Historical Society (RHistS).

## Schriften (Auswahl)
- Normandy before 1066. Longman, London u. a. 1982, ISBN 0-582-48492-8.
- A bibliography of Domesday book. Boydell Press for the Royal Historical Society, Woodbridge u. a. 1986, ISBN 0-85115-433-6.
- William the Conqueror. Philip, London 1989, ISBN 0-540-01175-4.
- Bishop Remigius of Lincoln 1067–1092. Honywood Press, Lincoln 1992, ISBN 1-87056-104-X.
- als Herausgeber mit Anne Curry: England and Normandy in the Middle Ages. Hambledon Press, London u. a. 1994, ISBN 1-85285-083-3.
- als Herausgeber: Regesta regum Anglo-Normannorum. The Acta of William I (1066–1087). Clarendon Press, Oxford 1998, ISBN 0-19-820674-7.
- The Normans and Empire. The Ford Lectures delivered in the University of Oxford during Hilary Term 2010. Oxford University Press, Oxford 2013, ISBN 978-0-19-967441-1.